# Steve Archie Chappuis
Steve Archie Chappuis (Rayne (Louisiana), 28 december 1913 - Tacoma (Washington), 19 augustus 2008) was een Amerikaanse officier.
Kolonel Chappuis was commandant van het 2nd Battalion, 502nd P.I.R., 101st Airborne Division, een luchtlandingseenheid die tijdens operatie "Market Garden" met zweefvliegtuigen afdaalde.
Hij werd op 14 november 1946 bij Koninklijk Besluit door koningin Wilhelmina benoemd tot Ridder in de Militaire Willems-Orde.
Tijdens de gevechten van de 101ste Airborne Division in Brabant heeft Chappuis, zo vermeldt het Koninklijk Besluit,

zich in den strijd door het bedrijven van uitstekende daden van moed, beleid en trouw op de volgende wijze onderscheiden:

Bij de verdediging van de brug over het Wilhelmina-kanaal bij Best was het 3e Bataljon van het 502e Parachutistenregiment bijna geheel omsingeld door een zes malen sterkere vijandelijke Duitsche macht, welke ondersteund werd door lichte en middelbare artillerie en luchtafweerwapens van alle kalibers.

Toen hem bevolen werd dit bataljon te ontzetten met zijn 2e bataljon, bevond hij zich op twee mijlen afstand met een groot deel der vijandelijke macht tusschen zich en het 3e bataljon.
Hoewel er geen artillerie, noch pantsers beschikbaar waren om een tegenwicht te vormen tegen de vijandelijke zware wapens, bracht Colonel Chappuis zonder aarzelen zijn bataljon vooruit over het vlakke en open terrein. Hij leidde het door dichten hagel van alle mogelijke projectielen, het bataljon leed spoedig zware verliezen; niettemin trok het zonder oponthoud verder.
Toen met de aanval werd voort gegaan en er een vacuüm in de aanvalslinie was ontstaan en het aanvals-élan verzwakte organiseerde Colonel Chappuis een nieuwe groep van achterblijvers en voerde hen persoonlijk tegen den vijand aan, die hij terugdreef tot het omsingelde bataljon was ontzet, de vijand werd in wanorde teruggedreven naar zijn stelling in Best.
Door zijn kalm, bekwaam leiderschap onder het hevigste vuur en het voorbeeld van zijn persoonlijken moed wist hij zijn bataljon opnieuw tot den hoogsten moed en aanvalskracht op te stuwen.

## Decoraties
| U.S. militaire decoraties                 |                                         |
|                                           | Distinguished Service Cross             |
|                                           | Silver Star                             |
|                                           | Distinguished Service Medal (U.S. Army) |
| Internationale en buitenlandse decoraties |                                         |
|                                           | Croix de Guerre with Palm               |
|                                           | Order of Leopold (Belgium)              |
|                                           | Military William Order                  |